# Cocoto Platform Jumper
Cocoto Platform Jumper est un jeu vidéo de plateforme développé par Neko Entertainment et sorti en 2004. Le jeu est sorti sur différentes plateformes dans les régions PAL, notamment la GameCube, la PlayStation 2, la Game Boy Advance et Microsoft Windows. Il est sorti pour WiiWare en Amérique du Nord le 27 avril 2009 et dans les régions PAL le 12 juin 2009.

## Gameplay
Le jeu voit les joueurs contrôler Cocoto, un petit lutin rouge, à travers un certain nombre de niveaux en spirale.